# Aviron aux Jeux olympiques d'été de 1960
Navigation
Édition précédente Édition suivante
Aux Jeux olympiques de Rome, 7 compétitions d'aviron se sont disputées. L'ensemble des sportifs était des hommes. Les épreuves se sont déroulées entre le 30 août et le 3 septembre 1960 sur le lac d'Albano.

## Liste des médaillés par épreuve
| Discipline          | Or | Argent | Bronze |
| ------------------- | --- | --- | --- |
| Skiff               | Vyacheslav Ivanov Union soviétique | Achim Hill Équipe unifiée d'Allemagne                                                                                                  | Teodor Kocerka Pologne |
| Deux de couple      | Tchécoslovaquie Václav Kozák Pavel Schmidt | Union soviétique Aleksandr Berkutov Yuri Tyukalov                                                                                      | Suisse Ernst Hürlimann Rolf Larcher |
| Deux sans barreur   | Union soviétique Valentin Boreyko Oleg Golovanov | Autriche Alfred Sageder Josef Kloimstein                                                                                               | Finlande Veli Lehtelä Toimi Pitkänen |
| Deux barré          | Équipe unifiée d'Allemagne Bernhard Knubel Karl Renneberg Klaus Zerta                                                                                                | Union soviétique Antanas Bagdonavičius Zigmas Jukna Igor Rudakov                                                                       | États-Unis Richard Draeger Conn Findlay Kent Mitchell                                                                                        |
| Quatre sans barreur | États-Unis Arthur Ayrault Ted Nash John Sayre Rusty Wailes | Italie Tullio Baraglia Renato Bosatta Giancarlo Crosta Giuseppe Galante                                                                | Union soviétique Igor Akhremchik Yuri Bachurov Valentin Morkovkin Anatoly Tarabrin                                                           |
| Quatre barré        | Équipe unifiée d'Allemagne Gerd Cintl Horst Effertz Klaus Riekemann Jürgen Litz Michael Obst                                                                         | France Robert Dumontois Claude Martin Jacques Morel Guy Nosbaum Jean Klein                                                             | Italie Fulvio Balatti Romano Sgheiz Franco Trincavelli Giovanni Zucchi Ivo Stefanoni                                                         |
| Huit                | Équipe unifiée d'Allemagne Manfred Rulffs Walter Schröder Frank Schepke Kraft Schepke Karl-Heinrich von Groddeck Karl-Heinz Hopp Klaus Bittner Hans Lenk Willi Padge | Canada Donald Arnold Walter D'Hondt Nelson Kuhn John Lecky David Anderson Archibald MacKinnon William McKerlich Glen Mervyn Sohen Biln | Tchécoslovaquie Bohumil Janoušek Jan Jindra Jiří Lundák Stanislav Lusk Václav Pavkovič Luděk Pojezný Jan Švéda Josef Věntus Miroslav Koníček |

## Tableau des médailles
| Rang  | Nation                     | Or | Argent | Bronze | Total |
| ----- | -------------------------- | -- | ------ | ------ | ----- |
| 1     | Équipe unifiée d'Allemagne | 3  | 1      | 0      | 4     |
| 2     | Union soviétique           | 2  | 2      | 1      | 5     |
| 3     | États-Unis                 | 1  | 0      | 1      | 2     |
| 3     | Tchécoslovaquie            | 1  | 0      | 1      | 2     |
| 5     | Italie                     | 0  | 1      | 1      | 2     |
| 6     | Autriche                   | 0  | 1      | 0      | 1     |
| 6     | France                     | 0  | 1      | 0      | 1     |
| 6     | Canada                     | 0  | 1      | 0      | 1     |
| 9     | Pologne                    | 0  | 0      | 1      | 1     |
| 9     | Suisse                     | 0  | 0      | 1      | 1     |
| 9     | Finlande                   | 0  | 0      | 1      | 1     |
| Total | Total                      | 7  | 7      | 7      | 21    |